# 아마속

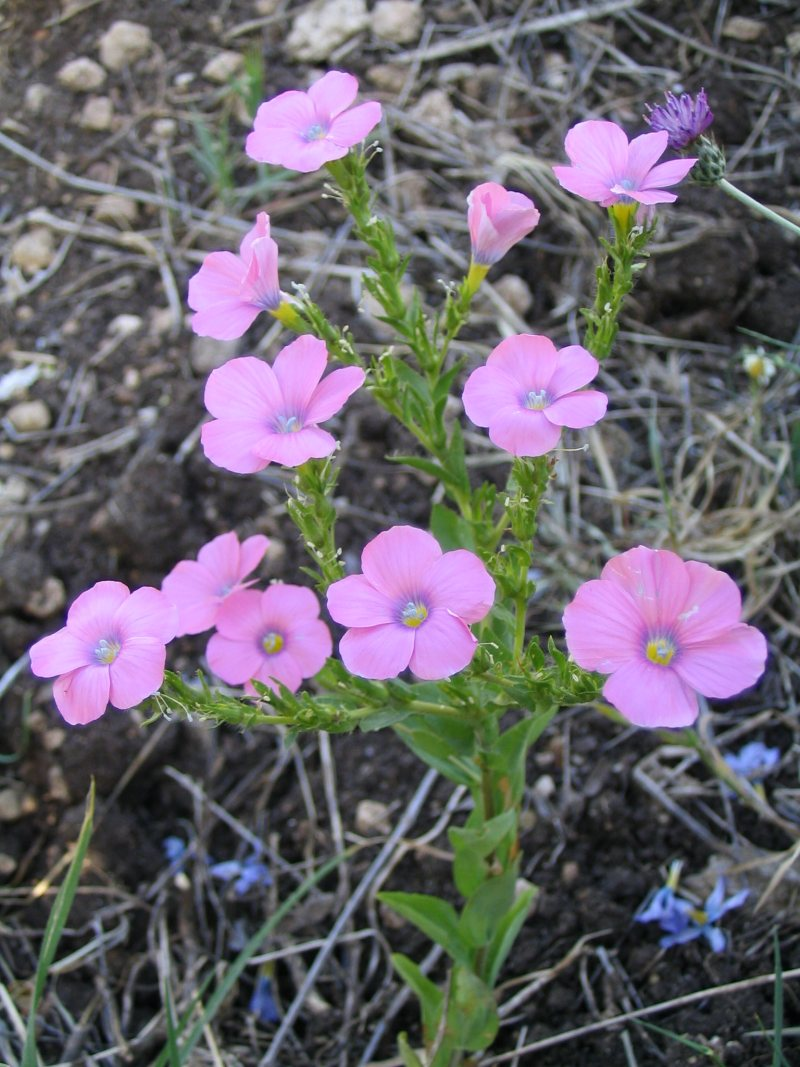

아마속(Linum)은 속씨식물인 아마과에 속하는 약 200종의 속이다. 이 속의 식물들은 세계의 온대 및 아열대 지역이 원산지이다. 속에는 아마(L. usitatissimum)가 포함되는데, 인피 섬유는 아마를 생산하는 데 사용되고 씨앗은 아마씨 기름을 생산하는 데 사용된다.
대부분의 종의 꽃은 파란색 또는 노란색이며 드물게 빨간색, 흰색 또는 분홍색이며 일부는 이형이다. 한 송이에 평균 6~10개의 씨앗이 들어있다.